# Спелеотуризм

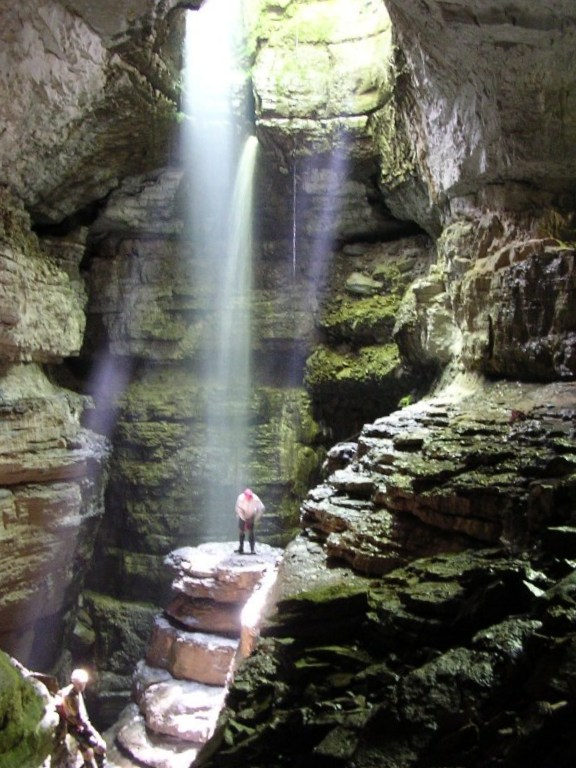
Спелеотуристы в вертикальной пещере (Алабама, США)

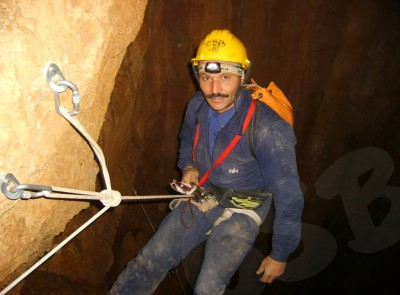

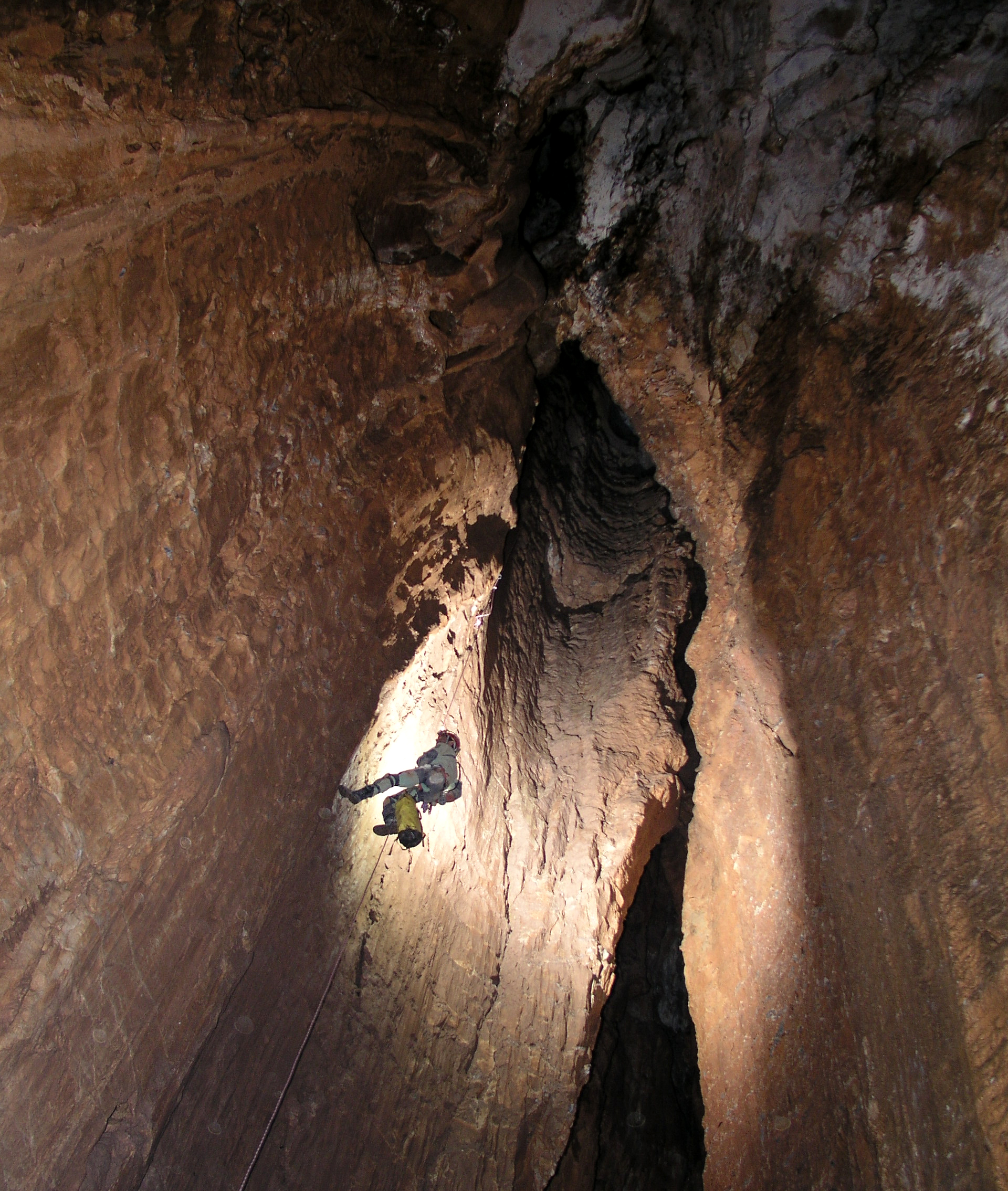

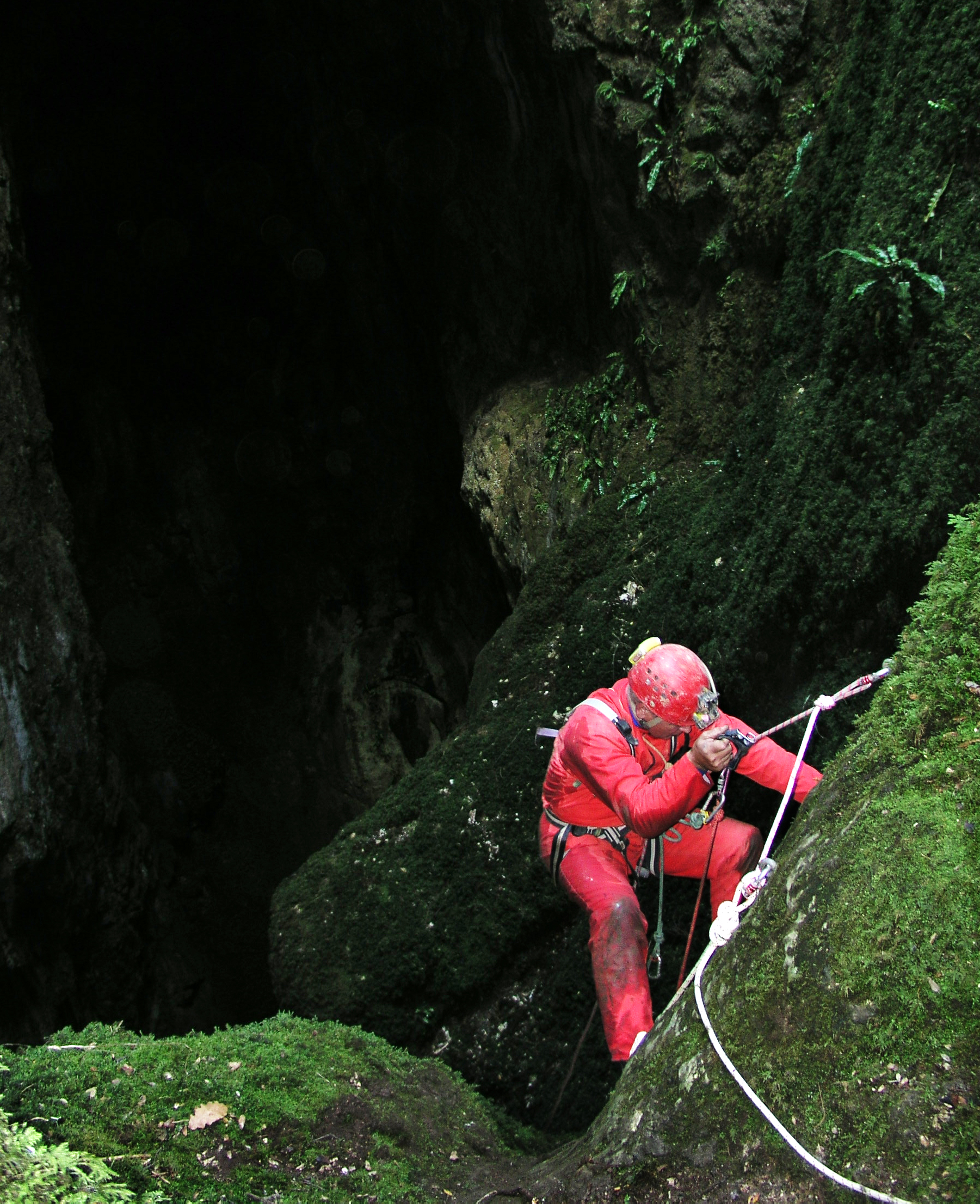

Спелеотури́зм — посещение пещер со спортивной или познавательной целями. Разновидность спортивного туризма; смысл — путешествие по естественным подземным полостям (пещерам) и преодоление в них различных препятствий (сифоны, колодцы) с использованием различного специального снаряжения (акваланги, карабины, верёвки, крючья, индивидуальные страховочные системы). Открытие новых спелеотуристических маршрутов сопряжено с исследованием пещер — спелеологией.
Для получения разряда по спортивному туризму в дисциплине «маршрут спелео» для начала необходимо пройти несколько пещер. Затем необходимо написать и защитить отчёт о спортивном спелеомаршруте, заявить маршрут в соревнования маршрутов и по результатам соревнований подавать документы на присвоение спортивного разряда по виду спорта «спортивный туризм».

## Особенности спелеотуризма
- Сложность маршрутов, обусловленная большим разнообразием рельефа пещер (колодцы, завалы, узкие щели, подземные реки)
- Высокая относительная влажность воздуха при пониженной температуре
- Отсутствие естественного освещения
- Высокая степень автономности в процессе экспедиции (при наличии глубоких подземных лагерей)

Особые требования предъявляются к этике спелеотуристов, их поведению в пещерах, отношению к природе под землёй. Это связано с крайней хрупкостью объекта их интереса — пещеры, её экосистемы, различного рода натёчных образований, минеральных и ледяных кристаллов. Например, обломанный сталактит восстанавливается только через десятки и даже сотни лет. В результате исследования пещер было разрушено множество минеральных образований.
Становление советского спелеотуризма, а затем и спелеологии связано с именем Виктора Николаевича Дублянского. Его перу принадлежат первые учебники по спелеотуризму «Путешествие под землёй» (1968), увлекательная научно-популярная книга «Вслед за каплей воды» (1971), несколько десятков монографий о пещерах Крыма, Украины, Западного Кавказа.
Самые известные и популярные места для спелеотуризма в России: Краснодарский, Алтайский, Хабаровский, Красноярский края, Архангельская и Тульская области. Также нельзя не отметить крымские пещеры. На Урал также приезжает много людей. Подмосковные пещеры — малоизвестны, но их тоже стоит посетить. Абхазия и Сочи тоже являются популярными местами для такого рода путешествий.

## Спелеотуристские мероприятия

### Спелеошколы
В советское время спелеотуристы обучались в школах предлагерной подготовки по месту жительства, а затем в спелеолагерях проводимых в пещерных районах.

### Спелеоэкспедиции
Спелеоэкспедиции могут организовываться с посещением нескольких пещер, с посещением одной уже известной или с исследованием вновь открытых пещер. Спелеоэкспедиции в пещеры на территории заповедников требуют согласования с их администрацией.

## Спелеотуризм в СССР
Спелеотуризм возник в СССР в начале шестидесятых годов практически одновременно в Крыму, на Урале и Красноярске. В начале семидесятых годов только в Москве активно функционировало около десятка официальных спелеологических коллективов, около 50 человек — при клубе туристов (так называемая «городская секция»), примерно столько же — при московском государственном университете (МГУ), более малочисленные группы были при других крупных институтах, существовало несколько секций при крупных предприятиях. Ещё около десятка групп, обычно небольшой численности до 10 человек представляли собой частный сектор, не получая субсидий ни от каких организаций.

### Спелеоснаряжение
Для передвижения в пещерах используют как альпинистское снаряжение, так и специальное спелеотуристическое. К спелеотуристическому снаряжению можно отнести средства освещения, каски, рукавицы, резиновые сапоги, беседочный карабин, зажимы, педаль, самоспас, снаряжение для спецработ в пещерах (топосъёмочные средства, средства фотосъёмки).